# Општина Рудна Глава
Општина Рудна Глава је бивша општина која је постојала у ФНРЈ од 1955. до 1959. године. Седиште општине налазило се у Рудној Глави, а општина је обухватала 5 насеља (Рудна Глава, Црнајка, Горњане, Танда и Клокочевац).
Граничила се са новоформираним општинама Мајданпек на северо-западу, Влаоле на западу, Доњи Милановац на северу, Јабуковац на северу-истоку, Штубик на истоку, Салаш на југу-истоку и Бор на југу. Територијално се уклапа у границама микро-региона Горњи Пореч изузев Клокочевца који је у Доњем Поречу али због близине припао општини Рудна Глава уместо Доњем Милановцу. После укидања подручје бивше општине подељено је и ушло у састав општине Мајданпек (Рудна Глава, Црнајка), општине Бор (Горњане, Танда) и општине Доњи Милановац (Клокочевац).